# Підлісці (Дубенський район)
Підлі́сці — село в Україні, у Ярославицькій сільській громаді Дубенського району Рівненської області. Населення становить 85 осіб.

## Географія
Село розташоване на правому березі річки Стир.

## Історія
У 1906 році село Ярославицької волості Дубенського повіту Волинської губернії. Відстань від повітового міста 32 верст, від волості 3. Дворів 32, мешканців 198.
7 (20) листопада 1917 року, відповідно до Третього Універсалу Української Центральної Ради, увійшло до складу Української Народної Республіки.
12 червня 2020 року, відповідно до розпорядження Кабінету Міністрів України № 722-р від «Про визначення адміністративних центрів та затвердження територій територіальних громад Рівненської області», увійшло до складу Ярославицької сільської громади.
19 липня 2020 року, в результаті адміністративно-територіальної реформи та ліквідації Млинівського району, село увійшло до складу Дубенського району.

## Населення

### Мова
Розподіл населення за рідною мовою за даними перепису 2001 року:
| Мова       | Кількість | Відсоток |
| ---------- | --------- | -------- |
| українська | 83        | 97.65%   |
| російська  | 2         | 2.35%    |
| Усього     | 85        | 100%     |